# Pedro Bernardo Orcasitas
Pedro Bernardo Orcasitas (f. 1902) fue un periodista y político español, alcalde de Madrid durante el Sexenio Democrático.

## Biografía
Colaborador de El Globo y otras publicaciones periódicas, llegó a ser alcalde de Madrid en los días previos al golpe de Estado de Pavía. Carlos Cambronero data su alcaldía el 23 de diciembre de 1873, entre las de Pedro Menéndez Vega y el marqués de Sardoal. Orcasitas, que a comienzos del nuevo siglo trabajaba como cajero de las oficinas del Canal de Isabel II, huyó el 27 de diciembre de 1901 de su puesto, cuando días más tarde debía «hacer entrega de fondos y cuentas a un nuevo cajero». Envuelto en acusaciones de desfalco, se habría suicidado en la ciudad francesa de Burdeos en febrero de 1902.